# Архиепархия Клермона

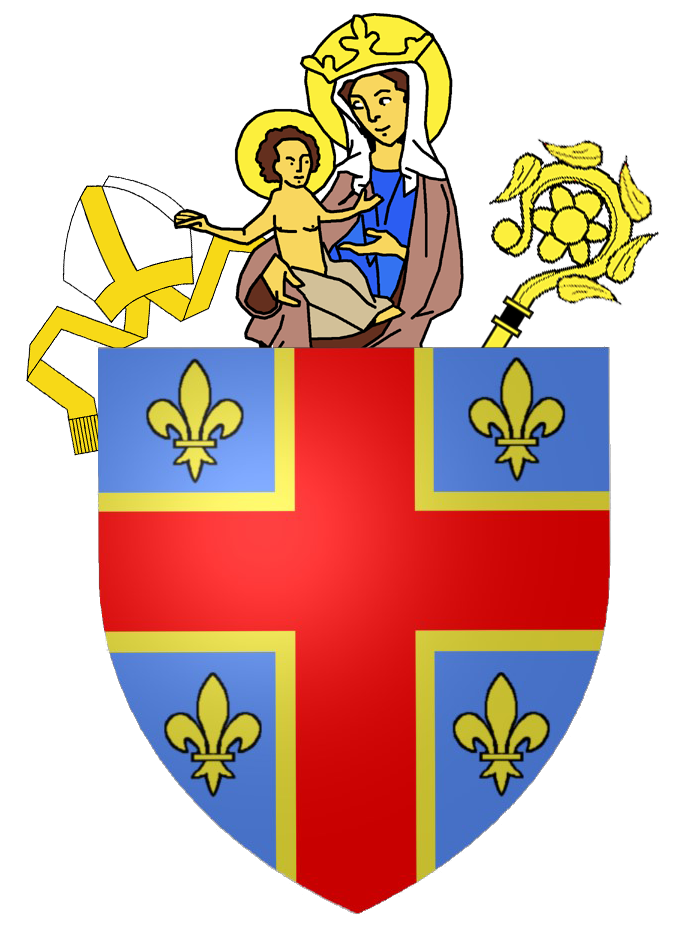
Герб архиепархии Клермона

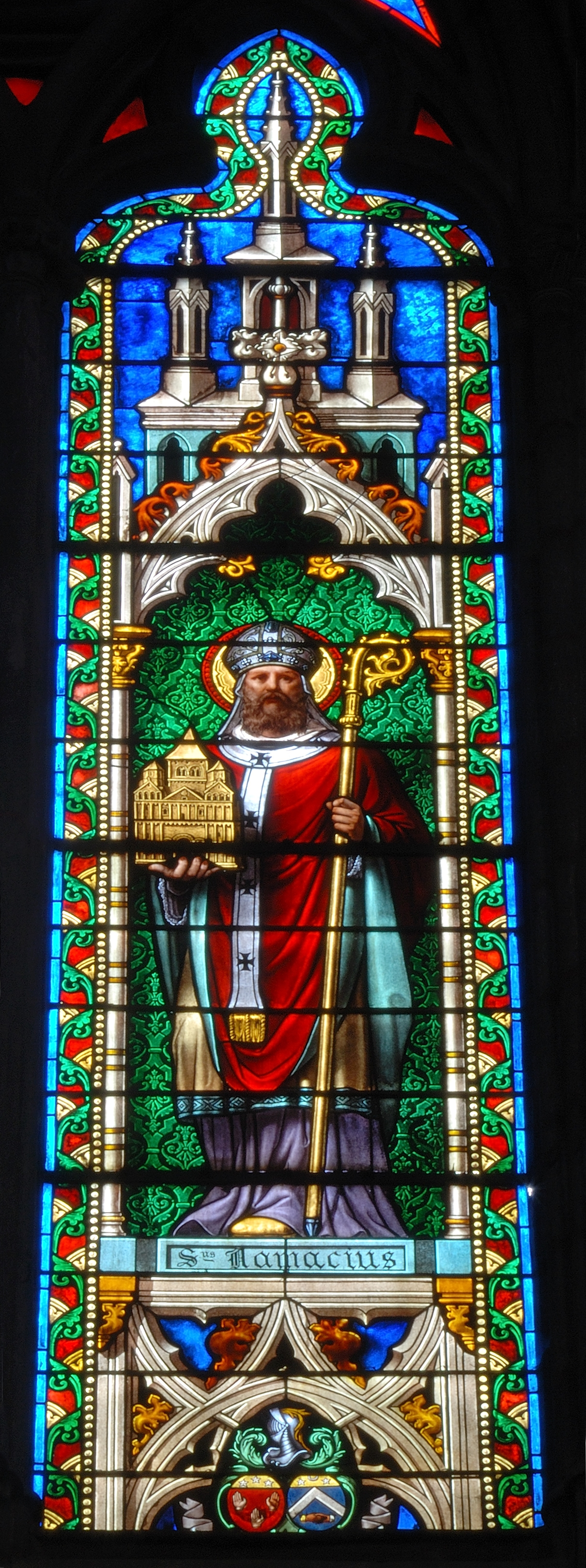
Витраж святого Намация, Собор Пресвятой Девы Марии, Клермон, Франция

Архиепа́рхия Клермо́на (лат.  Archidioecesis Claromontana) — архиепархия Римско-Католической церкви с центром в городе Клермон-Ферран, Франция. Архиепархия Клермона распространяет свою юрисдикцию на территорию департамента Пюи-де-Дом. В митрополию Клермона входят епархии Ле-Пюи-ан-Веле, Мулена, Сен-Флура. Кафедральным собором архиепархии Клермона является церковь Вознесения Девы Марии.

## История
Епархия Оверни была основана в III веке. Изначально епархия Оверни входила в митрополию Буржа. По преданию епископом епархии Оверни был святой Австремоний.
В XI и XII веках епархия Оверни имела важное значение в истории Католической церкви. Епархию несколько раз посещали Римские папы. В 1095 году Оверни посетил Римский папа Урбан II, в 1106 году — Пасхалий II, в 1120 году — Каликст II, в 1130 году — Иннокентий II и в 1164 году — Александр III.
В конце XII века епархия Оверни стала называться как епархия Клермона.
9 июля 1317 года епархия Клермона передала часть своей территории новой епархии Сен-Флура.
29 ноября 1801 года после конкордата с Францией территория епархии Клермона была увеличена за счёт упразднённой епархии Ле-Пюи-ан-Веле.
27 июля 1817 года епархия Клермона передала часть своей территории епархии Мулена.
26 октября 1822 года была восстановлена епархия Ле-Пюи-ан-Веле, которая выделилась из епархии Клермона.
16 декабря 2002 года епархия Клермона была возведена в ранг архиепархии.

## Ординарии архиепархии
| - епископ святой Австремоний (III—IV век); - епископ святой Урбик; - епископ Легоний; - епископ святой Иллидий (384); - епископ святой Непотиан; - епископ святой Артемий - епископ святой Венеранд (? — 423); - епископ святой Рустик; - епископ святой Намаций; - епископ Эпархий; - епископ святой Сидоний Аполлинарий (471—486); - епископ Апрункул; - епископ святой Евфрасий (491—515); - епископ Аполлинарий II; - епископ святой Квинциан (523); - епископ святой Галл I (525—551); - епископ Кавтин (554—572); - епископ святой Авит (572—594); - епископ святой Дезидерат (594—615); - епископ святой Авол (615—620); - епископ святой Иуст (620—625); - епископ святой Цезарий (627); - епископ Августин (? — ?) - епископ святой Галл II (650); - епископ святой Генезий (662); - епископ Гироинд; - епископ Феликс; - епископ Гаривальд; - епископ святой Преект (676); - епископ святой Авит II (676—691); - епископ святой Бонит (до 701); - епископ Нордеберт; - епископ Прокул; - епископ Стефан I (761); - епископ Адеберт (785); - епископ Бернуин (811); - епископ святой Стабилий (823—860); - епископ Сигон (863); - епископ Эгильмар Клермонский (875—891) ; - епископ Адалард (910); - епископ Арнольд (912); - епископ Бернард; - епископ Стефан II (942—984) ; - епископ Бегон (980—1010); - епископ Стефан III (1010—1014) ; - епископ Стефан IV (1014—1025); - епископ Ренкон (1030—1053); - епископ Стефан V де Полиньяк (1053—1073); - епископ Гильом де Шамальер (1073—1077); - епископ Дюранд (1077—1095); - епископ Гильом де Баффи (1096—1103); - епископ Пьер Ру (1104—1111); | - епископ Эмерик (1111—1150); - епископ Стефан VI де Меркёр (1151—1169); - епископ Понс де Полиньяк (1170—1189); - епископ Жильбер (1190—1195); - епископ Робер д’Овернь (1195—1227); - епископ Юг де ла Тур дю Пен (1227—1249); - епископ Ги де ла Тур дю Пен (1250—1286); - епископ Эмар де Кро (1286—1297); - епископ Жан Эселен (1298—1301); - епископ Пьер де Кро (1302—1304); - епископ Обер Эселен де Монтегю (1307—1328); - епископ Арно Роже де Комменж (1328—1336); - епископ Раймон д’Аспе (1336—1340); - епископ Этьен Обер (11 октября 1340 — 20 сентября 1342) — избран Римским папой Иннокентием VI; - епископ Пьер д’Андре (1342—1349); - епископ Пьер д’Эгрефёй (1349—1357); - епископ Жан де Мелло (1357—1376); - епископ Анри д Ла Тур (1376—1415); - епископ Мартен Гуж де Шарпень (1415 −1444); - епископ Жак де Комборн (1445—1474); - епископ Антуан Аллеман (1475—1476); - епископ Карл I де Бурбон (1476—1488); - епископ Карл II де Бурбон (1489—1504); - епископ Жак д’Амбуаз (1505—1516); - епископ Тома Дюпра (1517—1528); - епископ Гийом Дюпра (1529—1560); - епископ Бернардо Сальвиати (1561—1567); - епископ Антуан де Сен-Нектер (1567—1584); - епископ Франсуа де Ларошфуко (1585—1609); - епископ Антуан Роз (1609—1614); - епископ Жоаким д’Эстен (1614—1650); - епископ Луи д’Эстен (1650—1664); - епископ Жильбер де Вени д’Арбуз (1664—1682); - епископ Мишель де Кастанье; - епископ Клод II де Сен-Жорж (1684—1687); - епископ Франсуа Бошар де Сарон (1687—1715); - епископ Луи де Бальзак Илье д’Антраг (1716—1717); - епископ Жан-Батист Массийон (1717—1742); - епископ Франсуа-Мари Ле Местр де Ла Гарлай (1743—1775); - епископ Франсуа де Бональ (1776—1800); - епископ Жан-Франсуа Перье (1791—1802); - епископ Шарль-Антуан-Анри Дю Валк де Дампьер (1802—1833); - епископ Луи-Шарль Ферон (1833—1879); - епископ Жан-Пьер Буайе (1879—1892); - епископ Пьер-Мари Бельмон (1893—1921); - епископ Жан-Франсуа-Этьен Марна (1921—1932); - епископ Габриель-Эмманюэль-Жозеф Пиге (1933—1952); - епископ Пьер-Абель-Луи Шаппо де Ла Шанони (1953—1973); - епископ Жан Луи Жозеф Дардель (1974—1995); - архиепископ Ипполит Симон (1996—2016); - архиепископ Франсуа Калист (2016 — по настоящее время) |  |

## Источник
- Annuario Pontificio, Libreria Editrice Vaticana, Città del Vaticano, 2003, ISBN 88-209-7422-3